# Gauliga Schleswig-Holstein 1942/43
Die Gauliga Schleswig-Holstein 1942/43 war die erste Spielzeit der Gauliga Schleswig-Holstein des Deutschen Fußball-Bundes. Kriegsbedingt wurde die Gauliga Nordmark zum Ende der Saison 1941/42 in die drei regionalen Gauligen Hamburg, Mecklenburg und Schleswig-Holstein aufgeteilt. Die Gauliga Schleswig-Holstein wurde in dieser Saison in einer Gruppe mit zehn Mannschaften ausgespielt. Deren Zusammensetzung war zunächst unklar; eine Überlegung, zu den sieben feststehenden Teams drei Gemeinschaften aus den Bereichen Nordschleswig, Schleswig, Eckernförde und Travemünde hinzuzufügen, wurde wieder verworfen, da wegen der Kriegsverhältnisse die Verkehrsverbindungen als zu schlecht eingeschätzt wurden. Bis zu drei Tage könnten die Mannschaften für ein Spiel unterwegs sein, wurde befürchtet. Schließlich wurden die drei freien Plätze an Ellerbek, Comet Kiel und Reichsbahn Neumünster vergeben.
Die Gaumeisterschaft sicherte sich Holstein Kiel und qualifizierte sich dadurch für die deutsche Fußballmeisterschaft 1942/43. Nach Siegen über die TSG Rostock, den Berliner SV 92 und den FC Schalke 04 erreichten die Kieler das Halbfinale, welches gegen den späteren deutschen Fußballmeister Dresdner SC mit 1:3 verloren ging. Bei dem anschließenden Spiel um Platz 3 konnte Kiel dank eines 4:1-Sieges über den First Vienna FC 1894 den 3. Platz bei der deutschen Fußballmeisterschaft erreichen.

## Gaumeisterschaft
| Pl. | Verein                       | Sp. | S  | U | N  | Tore    | Quote | Punkte |
| --- | ---------------------------- | --- | -- | - | -- | ------- | ----- | ------ |
| 1.  | Holstein Kiel                | 18  | 16 | 2 | 0  | 094:200 | 4,70  | 34:20  |
| 2.  | SG Ordnungspolizei Lübeck    | 18  | 13 | 0 | 5  | 071:300 | 2,37  | 26:10  |
| 3.  | SC Friedrichsort 08 (N)      | 18  | 10 | 3 | 5  | 051:400 | 1,28  | 23:13  |
| 4.  | FC Kilia Kiel                | 18  | 9  | 2 | 7  | 057:420 | 1,36  | 20:16  |
| 5.  | SV Ellerbek (N)              | 18  | 8  | 3 | 7  | 056:470 | 1,19  | 19:17  |
| 6.  | Fortuna Glückstadt (N)       | 18  | 5  | 6 | 7  | 045:450 | 1,00  | 16:20  |
| 7.  | SC Comet Kiel (N)            | 18  | 6  | 3 | 9  | 041:540 | 0,76  | 15:21  |
| 8.  | Borussia Gaarden (N)         | 18  | 4  | 3 | 11 | 032:750 | 0,43  | 11:25  |
| 9.  | BV Phönix Lübeck (N)         | 18  | 4  | 1 | 13 | 022:630 | 0,35  | 09:27  |
| 10. | Reichsbahn SG Neumünster (N) | 18  | 3  | 1 | 14 | 028:810 | 0,35  | 07:29  |

| (N) | Aufsteiger aus der Bezirksliga |